# Дубиевка (Черкасская область)
Дуби́евка (укр. Дубіївка) — село в Черкасском районе Черкасской области Украины.
Почтовый индекс — 19631. Телефонный код — 472.

## Население
Население по переписи 2001 года составляло 3360 человек.

### Языковой состав
Родной язык населения по данным переписи 2001 года:
| Язык       | Численность, чел. | Доля     |
| ---------- | ----------------- | -------- |
| Украинский | 3 225             | 95,98 %  |
| Русский    | 114               | 3,39 %   |
| Другое     | 21                | 0,63 %   |
| Итого      | 3 360             | 100,00 % |

## Местный совет
19631, Черкасская обл., Черкасский р-н, с. Дубиевка, ул. Первомайская, 1